# Toxonprucha volucris
Toxonprucha volucris är en fjärilsart som beskrevs av Augustus Radcliffe Grote 1883. Toxonprucha volucris ingår i släktet Toxonprucha och familjen nattflyn. Inga underarter finns listade i Catalogue of Life.